# Arbeitsgemeinschaft für Pharmazeutische Verfahrenstechnik
Die Arbeitsgemeinschaft für Pharmazeutische Verfahrenstechnik e. V. (APV) ist ein eingetragener, als gemeinnützig anerkannter, wissenschaftlicher Verein mit Sitz und Geschäftsstelle in Mainz. International tritt die APV als International Association for Pharmaceutical Technology (APV) auf. Satzungsgemäßer Vereinszweck ist es, „die wissenschaftlichen Erkenntnisse über die Entwicklung, die Herstellung, den Vertrieb und den Gebrauch von Arzneimitteln zu erweitern und dieses Wissen denjenigen zu vermitteln, die beruflich mit diesen Aufgaben befasst sind“ (Satzung vom 7. April 1978, zuletzt geändert am 7. Oktober 2021).

## Geschichte
Die APV wurde im Jahr 1954 gegründet. Die Gründungsmitglieder kamen überwiegend aus öffentlichen Apotheken mit dem Ziel, sich über die Herstellung und Qualitätsprüfung von Rezepturarzneimitteln auszutauschen. Die APV war in den darauffolgenden Jahren von entscheidender Bedeutung für die Etablierung des Faches Pharmazeutische Technologie an den Universitäten. Sie hat an der Ausarbeitung zahlreicher Literatur und Richtlinien zur Herstellung und Prüfung von Arzneimitteln mitgewirkt, die die Gesamtentwicklung der Pharmazie in Deutschland maßgebend beeinflusst haben. Seit ihrer Gründung hat sich die APV von einer nationalen wissenschaftlichen Fortbildungsorganisation zu einer international renommierten wissenschaftlichen Gesellschaft entwickelt, die ihren Mitgliedern neben zahlreichen Fort- und Weiterbildungsangeboten eine Plattform für interdisziplinären Wissensaustausch und Networking bietet. Heute arbeiten die meisten Mitglieder in pharmazeutischen Unternehmen und akademischen Forschungseinrichtungen. Neben der Ursprungsdisziplin Pharmazeutische Technologie zählen heute auch Ingenieure, Biologen, Chemiker, Juristen und andere Experten zu den rund 1700 Mitgliedern der APV. Etwa 30 % der Mitglieder wohnen und arbeiten außerhalb Deutschlands. Über die Mitarbeit in Fachgruppen, Arbeitsgruppen („Task-forces“) und lokalen Gruppen haben die Mitglieder die Möglichkeit, aktiv an der Umsetzung der Ziele der APV mitzuwirken. Bei der Vernetzung der Mitglieder setzt die APV zusätzlich auf die elektronische Nutzung sozialer Netzwerke wie LinkedIn und Xing.
Die Fort- und Weiterbildungsangebote der APV reichen von Informationsveranstaltungen für den Berufseinstieg in die pharmazeutische Industrie, Basiskursen, Seminaren zu speziellen Themen bis zu Expertentreffen sowie Ausstellungen, Messen und Kongressen. Für die Planung, Organisation und Durchführung nicht unmittelbar gemeinnütziger Veranstaltungen wie z. B. In-house-Schulungen oder Ausstellungen mit kommerziellen Exponaten wurde im Jahr 2011 die APV GmbH gegründet, deren alleinige Gesellschafterin die APV e. V. ist.

## Organe und Gremien
Die Mitgliederversammlung findet jährlich statt, alle vier Jahre wird der Vorstand der APV von der Mitgliederversammlung gewählt. Er setzt sich aus acht Experten aus Industrie und Hochschule zusammen. Bisherige Präsidenten und Vizepräsidenten der APV:
| Amtszeit  | Präsident         | Vizepräsident      |
| --------- | ----------------- | ------------------ |
| 1954–1958 | Erwin Schmidt     | Max Scheel         |
| 1958–1962 | Erwin Schmidt     | Oskar Schweizer    |
| 1962–1966 | Erwin Schmidt     | Otto Keller        |
| 1966–1970 | Paul Reisen       | Rolf Dolder        |
| 1970–1974 | Paul Reisen       | Rolf Dolder        |
| 1974–1978 | Paul Reisen       | Rolf Dolder        |
| 1978–1982 | Paul Reisen       | Rolf Dolder        |
| 1982–1986 | Paul Reisen       | Rolf Dolder        |
| 1986–1990 | Hans E. Junginger | Jürgen Helbig      |
| 1990–1994 |                   |                    |
| bis 1993  | Walter H. Oeser   | Bernd W. Müller    |
| ab 1993   | Günther Hanke     | Bernd W. Müller    |
| 1994–1998 | Günther Hanke     | Bernd W. Müller    |
| 1998–2002 | Günther Hanke     | Armin Laicher      |
| 2002–2006 |                   |                    |
| bis 2002  | Günther Hanke     | Peter Kleinebudde  |
| ab 2002   | Peter Kleinebudde | Charles Crevoisier |
| 2006–2010 | Peter Kleinebudde | Heribert Häusler   |
| 2010–2014 | Jörg Breitkreutz  | Heribert Häusler   |
| 2014–2018 | Jörg Breitkreutz  | Heribert Häusler   |
| 2018–2022 | Jörg Breitkreutz  | Heribert Häusler   |
| 2022–2024 | Jörg Breitkreutz  | Sandra Klein       |
| seit 2024 | Sandra Klein      | Jörg Breitkreutz   |

Experten aus Industrieunternehmen, Hochschulen und Behörden sind zurzeit in zehn Fachgruppen organisiert. Eine der wichtigsten Aufgaben der Fachgruppen ist dabei die Organisation und Durchführung von Fortbildungsveranstaltungen zu aktuellen Themen oder Basiskursen. Darüber hinaus bieten die Fachgruppen eine Plattform für Wissensaustausch und Konsensbildung. Aktuelle Entwicklungen werden in den Fachgruppen diskutiert und kommentiert.
- Analytik und Qualitätssicherung
- Ausbildung und Wissenschaft
- Biopharmazie und Pharmakokinetik
- Drug Delivery
- Feste Arzneiformen
- Flüssige und Halbfeste Arzneiformen
- Informationstechnologie
- Pharmaceutical Process Engineering
- Pharmazeutische Biotechnologie
- Verpackung

Neben den Fachgruppen gibt es auch lokale Gruppen, beispielsweise Westfalen, Rhein-Neckar, Oberbayern, Mecklenburg-Vorpommern, Berlin und Basel.
Die Geschäftsstelle der APV befindet sich in den eigenen Räumlichkeiten in Mainz, Kurfürstenstr. 59. Derzeit sind sieben hauptamtliche Mitarbeiter mit der Planung, Organisation und Durchführung der etwa 100 Veranstaltungen pro Jahr beschäftigt. Leiter der Geschäftsstelle ist Martin Bornhöft. Seine Stellvertreterin ist Katrin Kälkert, die zugleich auch Geschäftsführerin der APV GmbH ist. In den Räumen der Geschäftsstelle finden u. a. Treffen der Fachgruppen statt.

## Publikationsorgane
Das European Journal of Pharmaceutics and Biopharmaceutics ist das offizielle wissenschaftliche Publikationsorgan der APV. Das Amt der Chefredakteurin/des Chefredakteurs teilen sich seit Jahresbeginn 2023 Miriam Breunig (Universität Regensburg) und Thomas Rades (Universität Kopenhagen; Dänemark). Thomas Rades selbst hatte bereits Anfang 2022 Achim Göpferich (Universität Regensburg) abgelöst, der wiederum dieses Amt zum Jahresbeginn 2014 von Robert Gurny (Universität Genf, Schweiz) übernommen hatte.
Die APV News sind die Vereinszeitschrift der APV, in der Ankündigungen des Vorstands und der Geschäftsstelle, Jubiläen, Termine und Veranstaltungsberichte enthalten sind. Seit 2010 sind die APV News eigenständig verantworteter Bestandteil der Zeitschrift TechnoPharm, die vom Editio Cantor Verlag herausgegeben wird.

## Kongresse, Messen und Ausstellungen
Seit 1957 war die APV jährlich Ausrichter eines Kongresses, der ab 1967 stets unter einem jeweils bestimmten Leitthema stand. Im Jahr 1995 wurde dann in Zusammenarbeit mit der französischen Gesellschaft apgi (association de pharmacie galénique industrielle) in Budapest erstmals das „Worldmeeting on Pharmaceutics, Biopharmaceutics and Pharmaceutical Technology“ (PBP Worldmeeting) ausgerichtet. Seit 2006 findet die wissenschaftliche Fachkonferenz alle zwei Jahre in wechselnden Ländern Europas statt. Neben der APV und der apgi zählt seit 2002 auch die ADRITELF (Associazione Docenti Ricercatori Italiani di Tecnologie e Legislazione) zu den Hauptorganisatoren, daneben sind zahlreiche weitere Fachgesellschaften aus der ganzen Welt beteiligt.
Seit 2015 richtet die APV in ungeraden Jahren zusammen mit apgi und ADRITELF die „European Conference on Pharmaceutics“ aus.
Die APV war ideeller Träger der Messe Technopharm (eingetragenes Warenzeichen der APV), die alle 18 Monate von der NürnbergMesse unter dem Motto „Pharma Manufacturing Excellence“ ausgerichtet wurde. 2016 wurde diese Veranstaltung in die Messe Powtech integriert, die ebenfalls in Nürnberg stattfindet. Die APV ist ideeller Träger neben dem Verein deutscher Ingenieure (VDI).
Die APV ist außerdem Hauptorganisator der ResearchPharm, die als begleitende Ausstellung zu jedem PBP Worldmeeting stattfindet.